# Битва на Косовом поле (1448)
Битва на Косовом поле 1448 года, в турецкой историографии Вторая битва на Косовом поле (венг. Rigómezei csata (1448), тур. İkinci Kosova Meydan Muharebesi, нем. Schlacht auf dem Amselfeld (1448), серб. Косовска битка (1448)) — битва между войсками Османской империи и Венгрии, проходившая с 17 по 19 октября 1448 года (Британская энциклопедия указывает 17-20 октября) на Косовом поле (в то время территория Сербской деспотии, вассала Османской империи). Османской армией командовал султан Мурад II, во главе христианских войск стоял Янош Хуньяди. По словам историка Михая Хорвата, это «одно из самых известных сражений в истории Венгрии».
Одержав победу в битве при Варне в 1444 году, Мурад II в 1446 году покорил Морею, деспоты которой признали себя вассалами османов. После этого султан выступил против Скандербега, который при поддержке папы Николая V и регента Венгрии Яноша Хуньяди поднял восстание против османского владычества. В 1448 году Хуньяди перешёл Дунай для объединения сил со Скандербегом, но 17 октября на Косовом поле его армия встретила войско Османской империи. Стороны строили защитные сооружения, вели перестрелку, случались отдельные столкновения. 18 октября состоялась битва, в которой османская кавалерия наголову разгромила венгерскую конницу, а 19 октября османы перебили всех, укрывшихся в вагенбурге.
Битва положила конец надеждам на спасение Константинополя, который через пять лет был захвачен сыном Мурада, Мехмедом II. Венгерское королевство больше не имело военных и финансовых ресурсов для наступления на османов.

## Предыстория. Роль Бранковича
После заключения в 1444 году Сегедского мира Сербия была возвращена Георгию Бранковичу, и как вассал османов он согласился заплатить 50 000 флоринов и предоставлять султану при необходимости четырёхтысячный отряд кавалерии. Деспот был посредником на османо-венгерских переговорах, он даже предложил Яношу Хуньяди и королю Владиславу все свои венгерские владения, чтобы те согласились договориться с султаном о мире, поскольку, хотя Хуньяди не особо стремился к сделкам с османами, Бранкович видел в мире шанс для Сербии жить в мире и процветании. Когда в том же 1444 году армия крестоносцев хотела пройти к Эдирне через Сербию и Болгарию, Бранкович отказал им в проходе и не присоединился к крестоносцам. Понеся поражение от османского султана Мурада II в битве при Варне, Янош Хуньяди ждал подходящего момента для реванша. К 1448 году ему удалось собрать армию для похода против Мурада, при этом Хуньяди рассчитывал на поддержку местных жителей на Балканах. В сентябре 1448 года Хуньяди с войском переправился через Дунай, намереваясь соединиться с армией Скандербега. Между армией венгерского воеводы и армией албанского князя лежали земли Георгия Бранковича. Недалеко от сербской столицы Смедерево Хуньяди разбил лагерь, в котором венгры месяц ждали подхода союзников: немецких крестоносцев, господаря Валахии, богемскую и албанскую армии. Однако албанцы во главе со Скандербегом так и не пришли, поскольку Бранкович, союзник и тесть Мурада II, задержал их.
Сначала деспот через своего начальника казначейства, уроженца Дубровника Паско Соркочевича, передал Хуньяди согласие на проход армии, однако затем засомневался. Бранкович, недавно восстановивший свои земли после османской оккупации, хотел сохранить свой трон и опасался Мурада. Армия Хуньяди была большой и сильной, но деспот знал, что и армия османов ей не уступала. Играли роль и другие факторы: в это время у Бранковича были пограничные споры и сражения с боснийским королём Стефаном Томашем, отнимавшие его силы. Вдобавок деспот не желал более подчиняться Хуньяди ни на каких условиях, поскольку считал его низкородным выскочкой и имел личные претензии. Кроме того, он не видел прямой выгоды для Сербии от освобождения от османов, поскольку это должно было привести лишь к нарастанию давления со стороны Венгрии, а венгерское доминирование для сербов означало угрозу существованию православия. По мнению историка Каллая Бенинека, Бранкович надеялся на взаимное истощение сил как венгров, так и османов в битве. Поэтому в итоге Бранкович снова отказал Хуньяди в проходе. Более того, Бранкович послал Соркочевича к Мураду, который в то время осаждал Крую в Албании, и сообщил о том, что Хуньяди вторгся на территорию Сербии. В католической историографической традиции Бранкович объявлен предателем («неверный и противник римской церкви», как называл его в письме к папе Каликсту III Иоанн Капистранский). Венгерская историография некритически принимала версию Антонио Бонфини, который не только утверждал, что деспот раскрыл планы Хуньяди Мураду, но и добавлял, что Бранкович ежедневно информировал султана о походе венгерской армии. Например, венгерский историк Лайош Кисс не жалел ругательств для сербского деспота:
Долгая карьера Бранковича – это непрерывная цепь хитрости, двуличия, колебаний и предательства. Это было семейной традицией. Его отец, Вук, в ригомезейской битве 1389 года предал сербов.
Ещё один венгерский историк, Й. Салаи, называл Бранковича «старым негодяем», а поступки деспота объявил «трусливыми и нечестными».
В результате Скандербег разорил владения Бранковича в качестве наказания за «содействие врагу христиан».

## Силы сторон
|                                                                                           | Армия Мурада                                                                           | Армия Хуньяди |
| ----------------------------------------------------------------------------------------- | -------------------------------------------------------------------------------------- | --- |
| Бонфини                                                                                   |                                                                                        | 22 тысячи |
| Длугош                                                                                    | 360 тысяч                                                                              | Не менее 30 тысяч (12 тысяч убитых, 15 тысяч взятых в плен)                                                                             |
| Турош                                                                                     | 200 тысяч                                                                              | Чуть более 24 тысяч |
| Лёнклавиус                                                                                | 50—60 тысяч                                                                            | |
| Французский посланник в Константинополе 8 декабря 1448 года в письме бургундскому герцогу | 400 тысяч                                                                              | 40 тысяч |
| Энеа Сильвио 25 ноября 1448 года в письме папе                                            | 200 тысяч                                                                              | 70 тысяч |
| Халкокондил                                                                               | 15 тысяч, но по мнению Й. Хаммера, это ошибка переписчика, поэтому указывают 150 тысяч | 51 тысяча (47 тысяч всадников и 4 тысячи пеших)                                                                                         |
| Банлаку                                                                                   | 150—200 тысяч человек                                                                  | 24 тысячи человек 1000 или 2000 фургонов                                                                                                |
| Кисс                                                                                      | не менее 150 тысяч                                                                     | |
| Й. Хаммер                                                                                 | 50 тысяч                                                                               | |
| Бьюри, Гваткину, Уитни                                                                    | 100 тысяч                                                                              | 24 тысяч человек (из них 8000 валахов и 2000 немцев)                                                                                    |
| В. Чорович                                                                                |                                                                                        | 70 тысяч |
| Джезар                                                                                    |                                                                                        | 50—60 тысяч по оценкам турецких историков (25 тысяч венгров, 8 тысяч валахов, также немецкие, польские, богемские и сицилийские отряды) |
| Узунчаршилы                                                                               | 100 тысяч                                                                              | 90 тысяч |

## Диспозиция
Венгерская армия прошла через Крушевац, Янкову Клисуру (которая носит это имя c того времени) и Топлицы. Когда 17 октября Хуньяди пришёл на Косово поле — место первой битвы за Косово в 1389 году между сербами и османами — османская армия была уже там. Как писал венгерский историк Палошфалви, невозможно рассчитать точно размер армии Хуньяди. Однако, по его мнению, это была самая большая армия, которую Хуньяди когда-либо собирал против османов. Перед началом битвы Мурад отправил Хуньяди посланника с предложением о мире, но Хуньяди отказался, и посланник вернулся к султану ни с чем.
Султан Мурад лично командовал артиллерией и янычарами. По словам внука шейха Бедреддина, который лично участвовал в этой битве, принц Мехмед также сражался в битве на правом фланге. Он впервые принимал участие в битве, поэтому вместо него командовал сипахами Румелии бейлербей Румелии Дайи Караджа-бей. Также на правом фланге находились румелийские акынджи под командованием Турахана-бея. На левом фланге во главе сипахов Анатолии стоял бейлербей Анатолии Озгуроглу Иса-бей (или Скурас-паша).
Согласно османским историкам, на вооружении османской армии были ружья и пушки.
Расстановка сил Хуньяди описана лишь у Антонио Бонфини и может быть не описанием реального положения дел, а отражением лишь принятой практики времён Бонфини. Однако некоторые соображения позволяют реконструировать то, как Хуньяди расположил войска. Кажется вероятным, что центр был занят наиболее опытными бойцами, а пехота находилась у них тылу, перед вагенбургом. Также вероятно, что те бароны, которые позже погибли в бою, были также размещены в центре, где потери обычно бывают самыми тяжёлыми. Согласно сообщению Бонфини, венгерская армия состояла из 38 бандерий, каждая под командованием своего командира. Эти бандерии, согласно обычаю того времени, были расставлены в центре, на правом и левом флангах, а также в резерве. Скорее всего, Янош Секели стоял в центре, Бенедек из Лозончи стоял на правом крыле, Дан и Иштван Банфи — на левом. При этом информация о том, что флангами командовали Бенедек из Лозончи и Иштван Банфи, может быть личным выводом Бонфини. Сам Хуньяди с резервным отрядом бана Ференца Таллоци стоял позади центра, чтобы иметь возможность наблюдать за боем и оперативно реагировать.

## Битва

### Схемы этапов боя
| ЛЕГЕНДА Армия Хуньяди: 1. Правое крыло, Бенедикт Лозонч 2. Центр, Янош Секеш 3. Левое крыло, Иштван Банфи и Дан 4. Пехота и артиллерия 5. Резерв, Ференца Таллоци 6. Фургоны Армия султана Мурада: I) Азапы II) Акынджи с флангов III) Правое крыло, кавалерия Анатолии IV) Центр, пехота и артиллерия V) Левое крыло, кавалерия Румелии VI) Ставка хххх) Валы, верблюды, линия щитов |
| |

### Реконструкция
В течение полутора дней обе армии в основном лишь стояли друг напротив друга, выжидая. Однако промедление было на руку османам, поскольку в их рядах находились в основном легкобронированные солдаты, тогда как в армии Хуньяди было много рыцарей в тяжёлой броне, которым трудно было долго ждать. Поэтому Хуньяди в итоге первым начал битву.
Первый день
17 октября до полудня никто не предпринимал активных действий. Сразу после построения войск один из венгерских всадников выехал из рядов, и вызывал на единоборство того из турок, кто осмелится принять его вызов. Османский воин по имени Элиас выступил навстречу ему, и воины сошлись в схватке, во время которой венгерский наездник упал с коня. Однако у Элиаса порвалась подпруга и седло сдвинулось к хвосту лошади, Элиас едва удержался в седле и не смог воспользоваться неудачей венгра. Оба всадника вернулись на свои позиции, так и не выяснив, кто сильнее, однако османы восприняли падение венгра как предсказание о будущей победе и воодушевились.
Во второй половине дня Хуньяди атаковал османские фланги смешанной кавалерией (лёгкой и тяжёлой), что привело к значительным потерям с обеих сторон, но не оказало существенного влияния на исход битвы. После того, как бой затих, Хуньяди созвал военный совет, чтобы обсудить дальнейшие действия. По совету османского перебежчика по имени Давид, считавшегося османским принцем, Хуньяди решил напасть на османов среди ночи. Янычары были застигнуты врасплох, но тем не менее смогли дать отпор, и Хуньяди понял, что продолжение атаки бессмысленно, а потому к рассвету вернул свои уставшие отряды на исходные позиции.
Второй день
Основная атака началась утром второго дня и продолжалась до самого вечера, но ни одна из сторон не могла взять верх. По всей вероятности, венгры напали одновременно на оба фланга и смогли потеснить конницу Анатолии и Румелии. Правое крыло Хуньяди было смято кавалерией Румелии под началом Турахана-бея, однако венгры всё ещё сражались против превосходящих сил противника. Согласно Халкокондилу, Турахан-бей со своими акынджи атаковал левый фланг христиан с тыла, с той стороны, где стояли валахи. Этот эпизод, отнесённый Халкокондилом к 19 октября, либо произошёл 18-го, либо был выдумкой. Исход битвы был решён предательством валашского воеводы Дана, которой послал к Мураду своих людей, чтобы договориться с великим визирем Халилом-пашой, и в критический момент 8000 валахов неожиданно для Хуньяди перешли на сторону османов. Если до предательства валахов исход битвы был ещё сомнителен, то потеря 8000 бойцов, и увеличение армии противника на то же количество, причём ударивших с тыла, оказалось решающим. Венгры оказались атакованы и с фронта, и с тыла, но им удалось перегруппироваться и отбить свои окопы. К вечеру Хуньяди собрал командиров отрядов и приказал немцам и артиллерии встать напротив места, занятого Мурадом и его янычарами, чтобы подготовить пути отступления.
Третий день
На следующий день состоялся последний штурм, уничтоживший остатки венгерской армии. Янычары начали атаку на вагенбург, который героически защищали немцы и богемцы. Будучи брошены своим командиром, они были почти все перебиты.

### Потери сторон
Потери сторон оценивались историками по-разному. Мехмед Нешри приводит цифры, далёкие от реалистичных:
Они пытались сосчитать количество погибших. Но смогли понять, что было 80—90 тысяч тел. Невозможно было точно посчитать. Горы и скалы, поля и пустыня — все было заполнено мертвецами. Среди них было всего 15 убитых мусульман.Нешри
Как писал Антонио Бонфини, река Ситница была переполнена не рыбой, а телами мёртвых. По мнению большинства историков, армия Хуньяди потеряла 17 тысяч человек. В этой битве погибли хорватские баны Янош Секей (Банович Секула в эпосе, и то ли сын сестры Хуньяди, то ли муж) и Ференц Таллоци, трансильванский воевода Имре Бебек-Пелшёци, фёишпан (наджупан) Гёмёра Ласло Бебек-Пелшёци, Имре Марцали, Тамаш Сечи, Бенедек Лозонци, бан Франко, Иштван Банфи Лендавский, фёишпан Сатмара Дьёрдь Чаки, Имре и Ласло Сечи, Франгепан, Имре Надашди, Берталан Андраши, коронный епископ и папский легат Берталан, Руперт Тари и многие другие. В плен попали Михай Силадьи, Тамаш Сакадати, Янош Кородьи, Себастьен Розгони.
По словам Бонфини, Мурад в письме в Коринф сообщал, что погибло 8000 венгров, согласно И. Энгелю — 9000. Авторы The Cambridge Medieval History считали цифру 8 тысяч более реалистичной, добавляя, что погиб цвет венгерского дворянства.
И. Энгель, не указывая источника, сообщал, что Мурад казнил 6000 валахов, перешедших на его сторону и отпустил Дана и остальных только под обещание заплатить дань и ежегодно предоставлять в османскую армию корпус (согласно Й. Хаммеру из семи тысяч человек, согласно Й. Энгелю — из 700, 300 пехотинцев и 400 кавалеристов). Согласно Халкокондилу, Мурад избавился от предателей, потому что не доверял им:
На этот раз предательство было  жестоко отомщено... Султан Мурад открыл им свои ряды и дал оружие в знак доверия. Но он по-прежнему не доверял им и боялся, что это предательство было не чем иным, как хитростью венгров для его уничтожения. Поэтому как только он уверился в своей победе, он велел бейлербею Румелии  с армией из  25000 человек окружить их со всех сторон и на месте убить в страшной кровавой бойне до последнего человека.
Он вернул им оружие только ради насмешек; потому что он сказал,  что не хотел, чтобы османы убивали безоружных людей.Халкокондил
Победа Мурада была дорого куплена. По мнению Хаммера, Бьюри, Гваткина и Уитни, 40 тысяч турок погибли в этой памятной битве, согласно Банлаку Мурад потерял около 30—35 тысяч бойцов. Частично эти большие потери могли быть причиной того, что он даже не думал о преследовании бежавших крестоносцев.

## Последствия и причины поражения
Разбитое войско Хуньяди бежало в разные стороны. Кто-то в Зету, кто-то в Рагузу, часть беглецов, как и сам Хуньяди, скрылась на территории Сербии. Согласно грамоте короля Матьяша, Хуньяди в бегстве с Косова поля сопровождал граф Мартин Франкопан с двумя сотнями всадников. Деспот приказал свободно пропустить всех беженцев, кроме Хуньяди, которого велел схватить, поскольку считал ответственным за весь ущерб и грабежи, осуществлённые его армией на сербских землях. Скрываясь и пробираясь тайком, Хуньяди был вынужден избавиться от лошади, отбиваться от грабителей, и просить еду. Во время одной из остановок недалеко от Кладово его признали и доставили в Смедерево, где посадили в тюрьму. Дальнейшие события описываются по-разному в сербской и венгерской историографии. Сербский историк В. Чорович излагает версию, согласно которой Георгий Бранкович не захотел передавать пленного Хуньяди Мураду, лишь держал его в плену и выторговывал выгодные для себя условия выкупа. Наоборот, венгерский историк Банлаку писал, что согласно сведениям писателей того времени Бранкович предложил Мураду передать ему пленённого врага, но Мурад отказался.
Соркочевич и его земляк Дамьян Чорджич в конце ноября вели переговоры в Варадине от имени Бранковича об освобождении Хуньяди. Условия освобождения, которые были согласованы после многодневного обсуждения, были таковы:
| 1. забыть старую вражду, 2. Венгрия обязуется помогать Сербии против врага, 3. в будущем венгерская армия не будет проходить через Сербию иначе, чем по приглашению или с помощью сербов, 4. за урон, нанесённый сербским землям, Хуньяди заплатит 100 000 дукатов (венгры называют это не возмещением ущерба, а выкупом), 5. всё имущество в Венгрии, ранее принадлежавшее Бранковичу, но переданное Хуньяди в 1444 году, будет возвращено деспоту, и в качестве приданого будет им передано своей внучке Елисавете (дочери Ульриха II Цилли), женихом которой станет сын Яноша. Этот будущий зять останется заложником у деспота до тех пор, пока его отец не выполнит свои обещания. В качестве планируемого зятя Бранковича Чорович и Энгель называли Ласло, а Салаи и Бароти — Матиаша. |

Венгерская историография традиционно обвиняла Георгия Бранковича в провале кампании. Однако, по мнению Халкокондила, Бранкович не считал венгерскую армию достаточно сильной, чтобы победить турок, и предпочёл не рисковать своим недавно восстановленным государством. Сербские историки считают отказ Бранковича обусловленным заботой о Сербии.
По словам историка Михая Хорвата, это «одна из самых известных битв в истории Венгрии». Последствия поражения в этом сражении для Венгрии и Западной Европы были, по словам авторов The Cambridge Medieval History, ужасающими. Христианские балканские государства не смогли противостоять османам после этого поражения, в конечном итоге попав под контроль Османской империи. Тем не менее до конца своего правления Хуньяди удавалось успешно защищать Венгрию от османов. Несмотря на то, что Скандербег продолжал свое сопротивление в Албании до своей смерти в 1468 году, его борьба лишь отодвинула неизбежный исход — десять лет спустя страна оказалась под полным османским контролем.

## В балканском эпосе
Память об этой битве была сохранена многими народными песнями, особенно далматинскими бугарштице. В народе говорили: «Он страдал, как Янко в Косово». В эпосе сербов Хуньяди изображается неоднозначно. Старая сербская народная песня о битве изображает Хуньяди как угрозу для веры. В песне Бранкович обращается перед битвой к Хуньяди с вопросом, что будет после победы венгров над турками: «Cколько веры ты нам даешь?», и воевода отвечает: «Вы должны будете слушать мессу и признать главенство Папы». Тогда деспот отправляет посла Мураду с тем же вопросом, и султан отвечает: «Вы построили мечеть, церковь/ Прямо рядом друг с другом, /Кто хочет, пойдёт в мечеть,/ Кто хочет — в храм напротив». Таким образом, согласно этой народной песне, Хуньяди — фанатичный католик, который угрожает сербам обратить их в католическую веру в случае победы; Мурад же обещает не мешать сербам исповедовать традиционную религию. Именно этим объясняется в сербском эпосе отказ Бранковича помочь венграм. Однако в других песнях (Војвода Јанко бјежи пред Турцима, Кад је Ђурађ деспот ставио Јанка војводу у тамницу) высказывается неодобрение действиям Бранковича, пленившего «Янко». Деспот представляется «аморальным, жадным и скверным» человеком.

## Комментарии
1. ↑  венг. A gonosz rácz megtagadta a harczban való részvételt, sőt kém-szolgálatokat tett a törököknek, a kik így a magyarok minden mozdulatáról értesülve valának.
Mondják, hogy a vén gonosztevőnek az volt szándéka, hogy Hunyadit nagy jutalomért kiadja Murádnak, de a török szultán megvetéssel utasítá vissza a gyáva és becstelen ajánlatot.[11]
2. ↑  По мнению Й.Хаммера, венгры и секлери образовали правое крыло венгерской армии; на левом фланге сражались валахи, в центре аркебузиры Германии и Богемии и трансильванцы[22].
3. ↑  По словам Жана де Ваврена, в крестовом походе на Варну участвовал некто Saussi (Савджи), который говорил о себе так: «я Савджи, сын старшего брата отца Муратбея»[24].
Как сообщал Длугош, Давид говорил, что он был наследником османского трона. Его отцом, якобы, был Мустафа, брат Мурада I. Мурад ослепил  Мустафу, и тот бежал вместе с женой и детьми к королю Сигизмунду. Во время крещения его сын, был назван Давидом и участвовал во всех войнах против турок на венгерской стороне[2]. 
И. Узунчаршилы считал, что Давид – сын Савджи, мятежного сына Мурада I.  Давид, якобы, был спасен после ослепления и смерти отца[25]. 
Й. Хаммер называл его просто турок на венгерской службе Давид, сын Савджи[22].
Историк Палошфалви считает его правнуком Мурада I[26].
4. ↑  Кроме одного заявления, источники хранят молчание по поводу разгрома правого фланга армии Хуньяди, что указывает на то, что разгром противника был не таким полным, как утверждают и османские летописцы, и некоторые современные историки[29].
5. ↑  Бугарштицы — балканские элегические народные песни. Стих  имеет обычно от 15 до 16 слогов, разделенных после 7-го или 8-го слога цезурой.